# Макавеева, Галина Александровна
Галина Александровна Макавеева  (род. 1936) — советский художник-живописец и график, художник книги. Член Союза художников СССР (1971). Член-корреспондент РАХ (2007).Заслуженный художник Российской Федерации (1997). Главный художник журнала «Мурзилка» (1969—1979).

## Биография
Родился 30 ноября 1936 года в Магнитогорске, Челябинской области.
С 1954 по 1959 год обучалась в Московском полиграфическом институте обучалась у таких художников педагогов как П. Г. Захаров и А. Д. Гончаров. С 1960 года — художник-иллюстратор, занималась иллюстрацией печатных изданий для московских книжных издательств. С 1969 по 1979 год — главный художник литературно-художественного журнала «Мурзилка».
Г. А. Макавеева участница и призёр всероссийских и всесоюзных конкурсов «Искусство книги». В 1983 году получила премию Московского союза художников «Лучшая работа в графике». С 1977 года Г. А. Макавеева была участницей художественных выставок в России и за рубежом, в частности в городах Италии, Польши, Испании и Голландии. Персональные выставки проходили с 1990 по 1994 год в Финляндии и в 2002 году в Китае. Её произведения находятся в Государственном Русском музее и Государственной Третьяковской галерее, а также в частных зарубежных коллекциях. 
Г. А. Макавеева иллюстрировала около семидесяти детских книг. Основные художественные иллюстрации по оформлению книг для детской литературы:  1972 год — «Таёжное жильё» (В. В. Шульжик), 1981 год — «Чистый Дор» и «Воробьиное озеро» (Ю. И. Коваль), 1984 год — «Кроличья деревня» (Н. Н. Матвеева), 1988 год — «Читалочка» (В. Д. Берестов). А так же живописные станковые художественные работы, выполненные маслом, акварелью и пастелью: «Открытое окно. Алтай» (1991), «Синие тени» (1993), «Цветущий сад» (1998), «Деревенский пейзаж» и «Весна в Париже» (2001), цикл «Монголия» (1989—1992), «Иерусалим» (1999), «Китай» (2002), натюрморт «Цветы». 
С 1971 года Г. А. Макавеева являлся членом Союза художников СССР. В 2007 году избрана член-корреспондентом Российской академии художеств.
16 апреля 1997 года Указом Президента России «За заслуги в области искусства» Г. А. Макавеевой было присвоено почётное звание Заслуженный художник Российской Федерации.
Супруг — академик РАХ Ю. В. Копейко (1933—2010)  

## Награды
- Заслуженный художник Российской Федерации (1997)[3]
- Золотая медаль РАХ (2007 — за циклы «Путешествие по Китаю» и «По Святой Земле»)
- Серебряная медаль РАХ (1992 — «за цикл станковых работ»)[2]